# Александар Јованчевић
Александар Јованчевић (Петриња, 5. јун 1970) је бивши српски рвач у грчко-римским стилом. Учествовао је на Олимпијским играма 1996. у Атланти где је освојио девето место. На Европском првенству у Финској 1997. и на Медитеранским играма у Барију освојио је бронзане медаље. Исте године проглашен је најбољим рвачем Југославије. Такмичио се за Рвачке клубове Војводина, Гавриловић из Петриње и београдски Партизан.